# Leucanopsis malodonta
Leucanopsis malodonta är en fjärilsart som beskrevs av Dyar 1914. Leucanopsis malodonta ingår i släktet Leucanopsis och familjen björnspinnare. Inga underarter finns listade i Catalogue of Life.